# Persoonia lanceolata
Persoonia lanceolata är en tvåhjärtbladig växtart som beskrevs av Gábor Gabriel Andreánszky. Persoonia lanceolata ingår i släktet Persoonia och familjen Proteaceae. Inga underarter finns listade i Catalogue of Life.